# Mae Young Classic
De Mae Young Classic was een toernooi voor vrouwen in het professioneel worstelen en WWE Network evenement dat georganiseerd werd door de Amerikaanse worstelorganisatie WWE. Het toernooi is vernoemd naar wijlen Mae Young, een WWE Hall of Famer die wordt beschouwd als een van de pioniers van het vrouwelijke professioneel worstelen. Zowel worstelaars van WWE's NXT als van het onafhankelijke circuit namen deel. De winnaar van het toernooi ontving de Mae Young Classic trofee.

## Geschiedenis
Op een persconferentie, tijdens de week van het evenement WrestleMania 33, kondigde WWE aan dat er een toernooi voor vrouwelijke worstelaars aankwam in de zomer van 2017 met 32 deelnemers. Daarnaast werd onthuld dat er worstelaars van zowel WWE's NXT als het onafhankelijke circuit zouden meedoen en dat het evenement live zou worden uitgezonden op het WWE Network. Kairi Sane won de inaugurele editie van de Mae Young Classic.
In april 2018 werd een vervolg aangekondigd. Ook dit tweede toernooi bevatte zowel worstelaars van NXT als van het onafhankelijke circuit en werd live uitgezonden op het WWE Network. De knockout-rondes werden gehouden in de zomer van 2018. De finale van het toernooi was onderdeel van WWE's allereerste pay-per-view (PPV) evenement voor vrouwen, genaamd Evolution, op 28 oktober 2018. Toni Storm was de tweede Mae Young Classic winnaar.
In augustus 2019 bevestigde Triple H dat er een derde Mae Young Classic zou worden georganiseerd. In oktober 2019 werd het evenement aangekondigd voor 2 en 3 november op de website van NXT. Later werd deze aankondiging echter verwijderd en uiteindelijk is het toernooi nooit gehouden.

## Evenementen
| Evenement              | Datum                                                                | Stad                 | Locatie                           | Finale                        |
| ---------------------- | -------------------------------------------------------------------- | -------------------- | --------------------------------- | ----------------------------- |
| Mae Young Classic 2017 | 13 & 14 juli 2017 (uitgezonden op 28 augustus en 4 september 2017)   | Winter Park, Florida | Full Sail University              | Kairi Sane vs. Shayna Baszler |
| Mae Young Classic 2017 | 12 september 2017                                                    | Paradise, Nevada     | Thomas & Mack Center              | Kairi Sane vs. Shayna Baszler |
| Mae Young Classic 2018 | 8 & 9 augustus 2018 (uitgezonden op 5 september 5 en 4 oktober 2018) | Winter Park, Florida | Full Sail University              | Toni Storm vs. Io Shirai      |
| Mae Young Classic 2018 | 28 oktober 2018                                                      | Uniondale, New York  | Nassau Veterans Memorial Coliseum | Toni Storm vs. Io Shirai      |